# Kanton Bordères-Louron
Der Kanton Bordères-Louron war bis 2015 ein französischer Wahlkreis im Arrondissement Bagnères-de-Bigorre, im Département Hautes-Pyrénées und in der Region Midi-Pyrénées; sein Hauptort war Bordères-Louron. Sein Vertreter im Generalrat des Départements war zuletzt von 1985 bis 2015 Michel Pelieu.

## Gemeinden
Der Kanton umfasste die Wahlberechtigten aus 15 Gemeinden:
| Gemeinde                     | Einwohner Jahr | Fläche km² | Bevölkerungsdichte | Postleitzahl | Code INSEE |
| ---------------------------- | -------------- | ---------- | ------------------ | ------------ | ---------- |
| Adervielle-Pouchergues       | 120 (2013)     | –          | – Einw./km²        | 65240        | 65003      |
| Armenteule                   | 55 (2013)      | –          | – Einw./km²        | 65510        | 65027      |
| Avajan                       | 67 (2013)      | –          | – Einw./km²        | 65240        | 65050      |
| Bareilles                    | 59 (2013)      | –          | – Einw./km²        | 65240        | 65064      |
| Bordères-Louron              | 173 (2013)     | –          | – Einw./km²        | 65590        | 65099      |
| Cazaux-Debat                 | 22 (2013)      | –          | – Einw./km²        | 65590        | 65140      |
| Cazaux-Fréchet-Anéran-Camors | 58 (2013)      | –          | – Einw./km²        | 65510        | 65141      |
| Estarvielle                  | 28 (2013)      | –          | – Einw./km²        | 65510        | 65171      |
| Génos                        | 158 (2013)     | –          | – Einw./km²        | 65510        | 65195      |
| Germ                         | 43 (2013)      | –          | – Einw./km²        | 65510        | 65199      |
| Loudenvielle                 | 229 (2013)     | –          | – Einw./km²        | 65510        | 65282      |
| Loudervielle                 | 62 (2013)      | –          | – Einw./km²        | 65510        | 65283      |
| Mont                         | 45 (2013)      | –          | – Einw./km²        | 65510        | 65317      |
| Ris                          | 15 (2013)      | –          | – Einw./km²        | 65590        | 65379      |
| Vielle-Louron                | 83 (2013)      | –          | – Einw./km²        | 65240        | 65466      |

## Bevölkerungsentwicklung
| 1962 | 1968 | 1975 | 1982 | 1990 | 1999 | 2006 | 2009 |
| ---- | ---- | ---- | ---- | ---- | ---- | ---- | ---- |
| 1077 | 1029 | 908  | 977  | 932  | 1031 | 1167 | 1260 |